# De Roy (cráter)
De Roy es un cráter de impacto que se encuentra en la cara oculta de la Luna, justo detrás de la extremidad sudoeste. Esta parte de la superficie lunar se hace visible desde la Tierra durante libraciones favorables, lo que permite la observación de esta formación, aunque con pequeño detalle dado el elevado escorzo que presenta. De Roy se encuentra al oeste del cráter Arrhenius y al este de Boltzmann, de mayor tamaño.
|  |

Este cráter tiene un brocal desgastado y redondeado, formando un círculo ligeramente irregular. Un par de pequeños cráteres se encuentran a lo largo del borde suroriental, y presenta una estrecha hendidura en la pared norte. El suelo interior está prácticamente a nivel y casi carece de rasgos distintivos, con sólo unas pocas huellas de pequeños cráteres que marcan su superficie.
Este cráter se encuentra dentro de la Cuenca Mendel-Rydberg, una amplia depresión de impacto con unos 630 km de anchura, perteneciente al Período Nectárico.

## Cráteres satélite
Por convención estos elementos son identificados en los mapas lunares poniendo la letra en el lado del punto medio del cráter que está más cerca de De Roy.
|        | \| De Roy \| Coordenadas \| Diámetro \| \| ------ \| -------------------------------- \| -------- \| \| N \| 59°42′S 103°06′O / -59.7, -103.1 \| 26 km \| \| P \| 58°24′S 102°24′O / -58.4, -102.4 \| 35 km \| \| Q \| 58°06′S 103°36′O / -58.1, -103.6 \| 22 km \| |          |
| De Roy | Coordenadas | Diámetro |
| N      | 59°42′S 103°06′O / -59.7, -103.1 | 26 km    |
| P      | 58°24′S 102°24′O / -58.4, -102.4 | 35 km    |
| Q      | 58°06′S 103°36′O / -58.1, -103.6 | 22 km    |

Los siguientes cráteres han sido renombrados por la UAI:
- De Roy X - Ver Chadwick.